# 제2대 타운젠드 자작 찰스 타운젠드
제2대 타운젠드 자작 찰스 타운젠드 KG PC FRS (Charles Townshend, 2nd Viscount Townshend, 1674년 4월 18일 ~ 1738년 6월 21일)는 영국의 휘그당 정치인이다. 1714년부터 1717년까지, 1721년부터 1730년까지 영국의 북부 국무장관(Secretary of State for the Northern Department)을 지내며 자신의 처남이자 총리인 로버트 월폴과 함께 영국의 외교 정책을 지도했다. 또한 노퍽 4윤작법 등 18세기 영국 농업 혁명에서의 역할과 순무 재배에 대한 강한 관심으로 순무 타운젠드(Turnip Townshend)라는 별명으로도 알려져 있다.
| 공직                   | 공직                             | 공직               |
| ---------------------- | -------------------------------- | ------------------ |
| 이전 킹스턴어폰헐 공작 | 영국 추밀원 의장 1720년 ~ 1721년 | 이후 칼턴 남작     |
| Peerage of England     |                                  |                    |
| 이전 호라시오 타운젠드 | 타운젠드 자작 1687년 ~ 1738년    | 이후 찰스 타운젠드 |
| 이전 호라시오 타운젠드 | 타운젠드 남작 1687년 ~ 1723년    | 이후 찰스 타운젠드 |